# Franziska von Starhemberg
Franziska kněžna ze Starhembergu, nebo také Fanny Starhemberg, rodným jménem Franziska hraběnka von Larisch-Mönnich (24. října 1875, Vídeň – 27. dubna 1943, Lázně Darkov), byla rakouská politička která patřila ke Křesťansko-sociální straně (Christlichsozialen Partei (CS)). Pocházela ze slezského rodu Larisch-Mönnichů, provdaná ze Starhembergu.

## Život

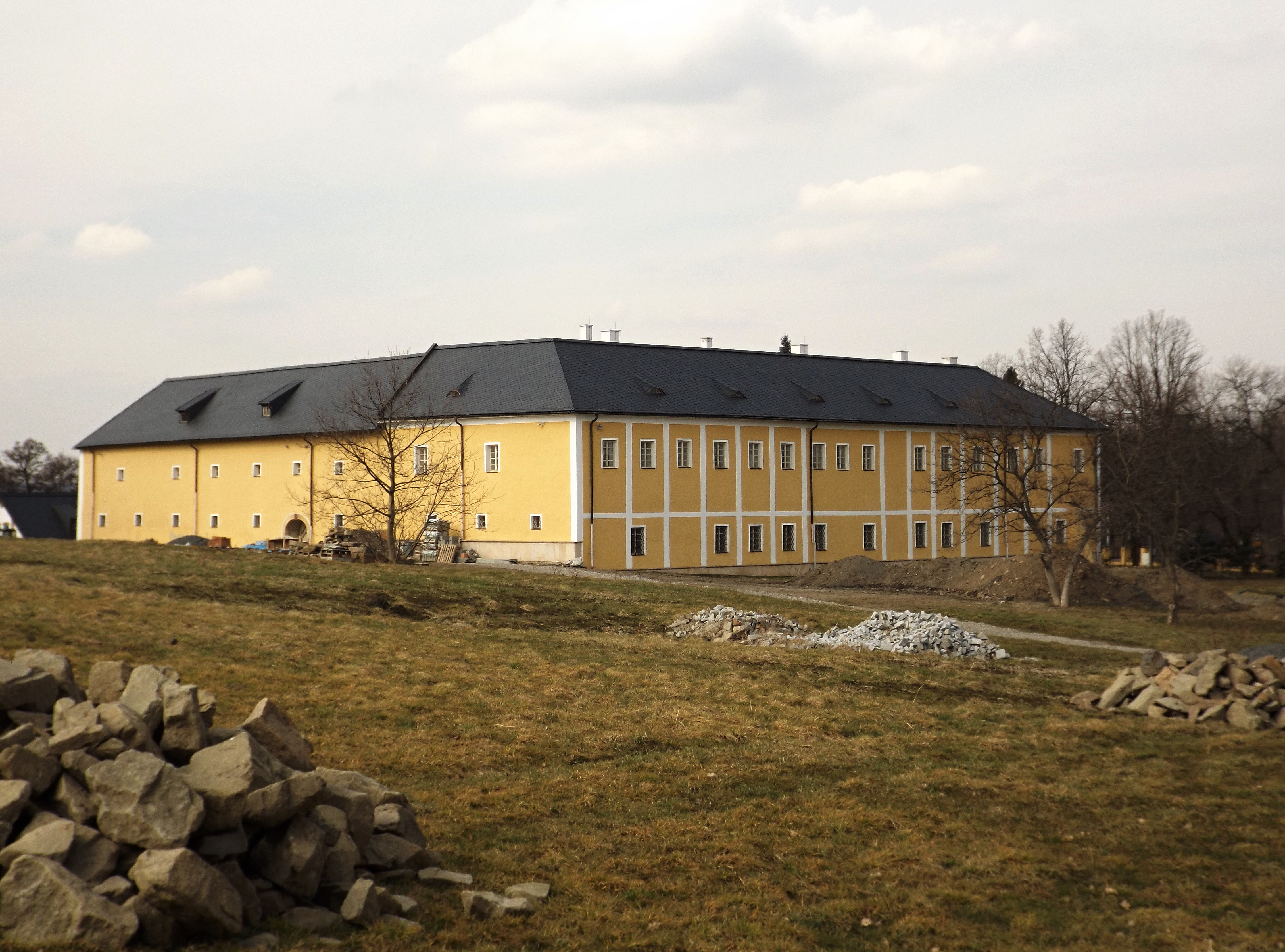
Zámek Rychvald

Narodila se ve Vídni jako dcera hraběte Eugena von Larisch-Mönnich a jeho manželky Marie roz. Deymové ze Střítěže.
Ve 2. polovině 19. století společně se svých otcem Eugenem Larisch-Mönnich utilitárně přestavují svůj zámek v Rychvaldě (Reichwaldau). V červenci 1898 se provdala za pozdějšího knížete Ernsta Rüdigera ze Starhembergu. Měli spolu dceru Sophii a syny, prvorozeného Ernsta Rüdigera, Ferdinanda a George Adama.
Na sklonku života Franziska přebývala na rychvaldském zámku u nejmladšího syna George Adama a poté v Lázních Darkov kde také v roce 1943 zemřela.

## Kariéra
V letech 1920-31 byla členkou Spolkové rady (horní komory rakouského parlamentu). Kromě stranických funkcí měla také v Horních Rakousích čestné postavení jako předsedkyně ženské katolické organizace Katholischen Frauenorganisation a pomocného sdružení Červeného kříže Frauenhilfsverein des Roten Kreuzes.
V meziválečném období se také stala patronkou nových zvonů, které byly vysvěceny v rychvaldském kostele sv. Anny jako náhrada za zvony které byly za 1. světové války z kostela demontovány a použity pro válečné účely.
Kněžna byla po své smrti pochována na hřbitově ve Velkých Kunčicích (Kończyce Wielkie), kde dodnes spočívá vedle své sestry hraběnky Gabriely z Thun-Hohensteinu (1872 – 1957) a jejího muže hraběte Felixe Leopolda von Thun und Hohenstein (1859 – 1941).